# Сюй Юньли
Сюй Юньли́ (кит. упр. 徐云丽, пиньинь Xú Yúnlì; р. 2 августа 1987, Фуцин, провинция Фуцзянь, Китай) — китайская волейболистка. Центральная блокирующая. Чемпионка летних Олимпийских игр 2016 года.

## Биография
Волейболом Сюй Юньли начала заниматься в 1999 году в спортивной школе провинции Фуцзянь, а уже через год была принята в молодёжную команду клуба «Фуцзянь Мэнбао». С 2004 волейболистка играет за основной состав, за исключением периода 2012—2013, когда провела сезон в команде «Гуандун Эвергрэнд», став с ней победителем клубного чемпионата Азии и бронзовым призёром клубного чемпионата мира.
В 2006 Сюй Юньли дебютировала в национальной сборной Китая на традиционном турнире «Монтрё Воллей Мастерс» в Швейцарии. В том же году спортсменка приняла участие в Гран-при, чемпионате мира и Азиатских играх. Всего же за 11 лет выступлений за сборную страны (2006—2016) Сюй Юньли 13 раз становилась победителем и призёром крупнейших официальных международных соревнований мирового и континентального уровня. На счету волейболистки участие в трёх Олимпиадах (2008, 2012 и 2016 годов), на последней из которых в Рио-де-Жанейро она выиграла золотые награды, став по результативности второй в команде после Чжу Тин. Кроме этого, Сюй Юньли участвовала в трёх чемпионатах мира (2006, 2010 и 2014), выиграв с командой «серебро» в 2014 году.

### Клубная карьера
- 2005—2012 —  «Фуцзянь Мэнбао» (Сямынь);
- 2012—2013 —  «Гуандун Эвергрэнд» (Гуанчжоу);
- 2013—2017 —  «Фуцзянь Мэнбао»/«Фуцзянь Аньси Текуаньинь» (Сямынь/Фучжоу).

## Достижения

### С клубами
- бронзовый призёр клубного чемпионата мира 2013.
- чемпионка Азии среди клубных команд 2013.

### Со сборными Китая
- Олимпийская чемпионка 2016;
  - бронзовый призёр Олимпийских игр 2008.
- серебряный призёр чемпионата мира 2014.
- бронзовый призёр розыгрыша Кубка мира 2011.
- двукратный серебряный призёр Гран-при — 2007, 2013.
- двукратная чемпионка Азиатских игр — 2006, 2010.
- чемпионка Азии 2011;
  - двукратный серебряный призёр чемпионатов Азии — 2007, 2009.
- победитель розыгрыша Кубка Азии 2010;
  - серебряный призёр Кубка Азии 2012.

### Индивидуальные
- 2012: лучшая блокирующая розыгрыша Кубка Азии.
- 2013: лучшая блокирующая чемпионата Азии.
- 2013: MVP и лучшая блокирующая клубного чемпионата Азии.